# Vagiphantes
Vagiphantes là một chi nhện trong họ Linyphiidae.